# Blumenau (Bad Berneck im Fichtelgebirge)
Blumenau ist ein Wohnplatz der Stadt Bad Berneck im Fichtelgebirge im Landkreis Bayreuth (Oberfranken, Bayern). Der Ort liegt in der Gemarkung Bad Berneck.

## Geografie
Die aus zwei Anwesen bestehende Einöde liegt im Maintal links des Weißen Mains und ist von Grünland umgeben. Im Südwesten steigt das Gelände zum Rauhhügel (402 m ü. NHN) an. Ein Anliegerweg führt 400 Meter nordöstlich nach Bad Berneck.

## Geschichte
Blumenau gehörte zur Stadt Berneck. Gegen Ende des 18. Jahrhunderts bestand Blumenau aus drei Anwesen (1 Halbhof, 1 Gut, 1 Sölde). Die Hochgerichtsbarkeit stand dem bayreuthischen Stadtvogteiamt Berneck zu. Der Rat Berneck war Grundherr der Anwesen.
Von 1797 bis 1810 unterstand Blumenau dem Justiz- und Kammeramt Gefrees. Infolge des Ersten Gemeindeedikts wurde Warmeleithen dem 1812 gebildeten Steuerdistrikt Berneck und der zugleich entstandenen Munizipalgemeinde Berneck zugewiesen.

### Einwohnerentwicklung
| Jahr      | 001818 | 001819 | 001861 | 001871 | 001885 | 001900 | 001925 | 001950 | 001961 | 001970 |
| Einwohner | *      | 29     | 26     | 20     | 22     | 19     | 66     | *      | *      | 21     |
| Häuser    | *      |        |        |        | 2      | 2      | 8      | *      | *      |        |
| Quelle    | [ 4 ]  | [ 7 ]  | [ 8 ]  | [ 9 ]  | [ 10 ] | [ 11 ] | [ 12 ] | [ 13 ] | [ 14 ] | [ 15 ] |

## Religion
Blumenau ist evangelisch-lutherisch geprägt und bis heute nach (Bad) Berneck gepfarrt.